# 仙北郡
仙北郡（日语：／ Senboku gun */?）為一位于秋田縣東部的郡。人口23,757人、面積167.80平方公里。古代有「山北」「仙福」「仙乏」之名。2005年9月20日，北浦3町村合併，現仙北郡僅轄有1町，面積為縣內最小的郡（町村数與北秋田郡、鹿角郡相同）。
- 美鄉町